# 熊本麻美
熊本 麻美（くまもと あさみ、1980年6月28日 - ）は、関西地方を拠点に活動する日本のタレント、ラジオパーソナリティ、フリーアナウンサー。大阪府高槻市出身。関西外国語大学外国語学部英米語学科卒業。MC企画所属。2013年4月から活動拠点を関西から東京に移す。
周囲からプロテスト受験を勧められるほどボウリングが得意でベストスコアは268。

## 出演番組
（過去のものを含む）
- KBS京都契約アナウンサー（2009年11月 - 2013年3月）
- 鋭ちゃんのダイナマイト・トーク（FM千里、2011年4月 - 2013年3月）
- 全力投球!!妹尾和夫です 月〜木アシスタント（ABCラジオ、2008年3月31日 - 2009年7月2日）
- スポーツジャーニーSJ〜スポーツと共に人生を旅する者達の物語〜（ABCラジオ、2007年11月10日 - 2008年3月29日）
- 夕方交差点GENKIもって来い!（姫路シティFM21、2006年4月 - 2008年3月）
- 全国高校野球選手権大会中継（ABCラジオ、2007年）アルプスリポーター
- 熊本麻美の今夜もchu〜ん!（ラジオ大阪）
- おはようTCN（高槻ケーブルネットワーク）
- 街かどほっとらいん（高槻ケーブルネットワーク）
- 実践スロットNo1（CS754ch）
- お目覚め情報730（ケーブルウエスト）
- 情報スロット999（ケーブルウエスト）
- NHKニュースおはよう関西（JR西日本情報）（NHK）
- 名水百選ぶらり旅（スカイA）
- K-CATほっとニュース（ケイ・オプティコム）
- 水曜ミステリー9 新・犯罪交渉人 百合子（テレビ東京、2013年9月18日）